# Liga Premier de Bermudas 2019-20
La Liga Premier de Bermudas 2019-20 fue la edición número 57 de la Liga Premier de Bermudas.

## Formato
En el torneo participaron 10 equipos, los cuales jugaron entre sí mediante un sistema de todos contra todos 2 veces totalizando 18 partidos. Al término de las 18 jornadas el club con mayor puntaje se proclamó campeón y de cumplir los requisitos establecidos, podrá participar en la CONCACAF Caribbean Club Shield 2021, por otro lado el último clasificado descendió a la Primera División de Bermudas.

## Equipos participantes
| Pos.   | Equipo                 |
| ------ | ---------------------- |
| 1      | PHC Zebras             |
| 2      | Robin Hood FC          |
| 3      | Dandy Town Hornets     |
| 4      | Devonshire Cougars     |
| 5      | X-Roads Warriors       |
| 7      | Boulevard Blazers      |
| 8      | North Village Rams     |
| 9      | Somerset Trojans       |
| 1 (SD) | Southampton Rangers SC |
| 2 (SD) | Somerset Eagles RC     |

### Ascensos y descensos
| Pos. | Ascendidos de Primera División 2018-19 |
| ---- | -------------------------------------- |
| 1    | Southampton Rangers SC                 |
| 2    | Somerset Eagles RC                     |

| Pos. | Descendidos de Liga Premier 2018-19 |
| ---- | ----------------------------------- |
| 6    | Bermuda AA Wanderers                |
| 10   | Paget Lions                         |

## Tabla de posiciones
Actualizado el 8 de Junio de 2020.
| Pos. | Equipo                 | PJ | PG | PE | PP | GF | GC | DG  | Pts. | Clasificado a                                 |
| ---- | ---------------------- | -- | -- | -- | -- | -- | -- | --- | ---- | --------------------------------------------- |
| 1    | North Village Rams (C) | 18 | 12 | 4  | 2  | 38 | 15 | +23 | 40   | Campeón y CONCACAF Caribbean Club Shield 2021 |
| 2    | Dandy Town Hornets     | 18 | 10 | 5  | 3  | 40 | 24 | +16 | 35   |                                               |
| 3    | Robin Hood FC          | 18 | 8  | 8  | 2  | 41 | 15 | +26 | 32   |                                               |
| 4    | PHC Zebras             | 18 | 10 | 1  | 7  | 40 | 31 | +9  | 31   |                                               |
| 5    | Somerset Trojans       | 18 | 6  | 5  | 7  | 27 | 34 | -7  | 23   |                                               |
| 6    | Southampton Rangers SC | 18 | 6  | 3  | 9  | 26 | 26 | 0   | 21   |                                               |
| 7    | Devonshire Cougars     | 18 | 6  | 3  | 9  | 22 | 31 | -9  | 21   |                                               |
| 8    | X-Roads Warriors       | 18 | 5  | 5  | 8  | 37 | 42 | -5  | 20   |                                               |
| 9    | Somerset Eagles RC     | 18 | 4  | 7  | 7  | 24 | 32 | -8  | 19   |                                               |
| 10   | Boulevard Blazers (D)  | 18 | 1  | 3  | 14 | 10 | 56 | -46 | 6    | Primera División 2020-21                      |